# Shan Morgan
Shan Elizabeth Morgan (CMG) (nacida el 12 de marzo de 1955) es una diplomática británica, que se desempeñó como Embajadora en Argentina, y no residente en Paraguay, y representante Permanente Adjunta del Reino Unido ante la Unión Europea. El 9 de noviembre de 2016 fue nombrada como Secretaria Permanente del Gobierno de Gales.

## Primeros años
Nació en Londres, hija de un comodoro de la Fuerza Aérea Británica. Asistió a la escuela primaria en Lincoln, y luego a los colegios Wycombe High School y Royal Latin School en Buckingham. Estudió lengua y literatura francesa en la Universidad de Kent, obteniendo un BA en 1977.

## Carrera
Se incorporó a la comisión de servicios de mano de obra en 1977. En 1984 trabajó en la Comisión Europea en Bruselas. En 1987 regresó al Reino Unido, y obtuvo el cargo de Secretaria Particular del Secretario Permanente del Departamento de Empleo. En 1991 se convirtió en analista política en el National Training Task Force. En 1992 se convirtió en jefa de la Unidad de Empleo y Estrategia de Formación de la Delegación General para Londres. En 1994 como parte del Departamento de Educación y Empleo, fue delegada del Reino Unido en la Organización Internacional del Trabajo.
En 1997 se convirtió en agregada de la embajada británica en París. En 2001 regresó a Bruselas, llegando a ser Directora de la Unión Europea del Ministerio de Relaciones Exteriores y de la Mancomunidad de Naciones en 2006.
En 2012 fue nombrada Compañera de la Orden de San Miguel y San Jorge.

### Argentina
El 5 de septiembre de 2008 fue nombrada embajadora ante la República Argentina en Buenos Aires y embajadora no residente ante la República del Paraguay. Dejó la Argentina en mayo de 2012, y en julio del mismo año fue designada a la representación británica ante la Unión Europea en Bruselas.
Tras la autorización británica para el inicio de exploraciones hidrocarburíferas por parte de empresas británicas en aguas circundantes a las islas Malvinas, en febrero de 2010 el gobierno argentino protestó ante ello. Tras ello el gobierno de Cristina Fernández de Kirchner firmó el decreto 256 y la Decisión Administrativa 14 que impone sanciones a buques quienes naveguen por aguas argentinas sin permiso (incluyendo los archipiélagos en disputa). El gobierno de David Cameron declaró que era una violación a la Ley Internacional y la Convención de Naciones Unidas sobre el Derecho del Mar. En mayo de 2010, la Cancillería Argentina envió notas y citó a Morgan.
Morgan encabezó los festejos por el Bicentenario de la Revolución de Mayo en la embajada británica donde declaró:

Nuestros dos países tienen que manejar sus diferencias. Estoy convencida de que es posible cooperar y enfrentar desafíos en conjunto tanto como es posible manejar nuestras diferencias.